# Liste der Biografien/Clam
Liste der Biografien |
Portal Biografien |
Personensuche
# |
A |
B |
C |
D |
E |
F |
G |
H |
I |
J |
K |
L |
M |
N |
O |
P |
Q |
R |
S |
T |
U |
V |
W |
X |
Y |
Z |
?
 
Ca |
Cb |
Cc |
Ce |
Ch |
Ci |
Cj |
Ck |
Cl |
Cm |
Cn |
Co |
Cr |
Cs |
Ct |
Cu |
Cv |
Cw |
Cy |
Cz
 
Cla |
Cle |
Cli |
Clo |
Clu |
Clw |
Cly
 
Claa |
Clab |
Clac |
Clad |
Clae |
Claf |
Clag |
Clah |
Clai |
Claj |
Clam |
Clan |
Clap |
Clar |
Clas |
Clat |
Clau |
Clav |
Claw |
Clax |
Clay
Die Liste der Biografien führt alle Personen auf, die in der deutschsprachigen Wikipedia einen Artikel haben. Dieses ist eine Teilliste mit 18 Einträgen von Personen, deren Namen mit den Buchstaben „Clam“ beginnt.

## Clam
- Clam Martinic, Georg (1908–2000), österreichischer Autor und Denkmalpfleger
- Clam, Jean (* 1958), französischer Soziologe und Philosoph
- Clam-Gallas, Christian Christoph (1771–1838), böhmischer Gutsbesitzer und Mäzen
- Clam-Gallas, Eduard (1805–1891), österreichischer General
- Clam-Gallas, Franz (1854–1930), böhmischer Großgrundbesitzer und Politiker
- Clam-Martinic, Carl Joseph von († 1826), österreichischer Oberstlandkämmerer
- Clam-Martinic, Heinrich (1863–1932), böhmischer Adeliger und österreichischer PolitikerHeinrich Clam-Martinic (1863–1932)

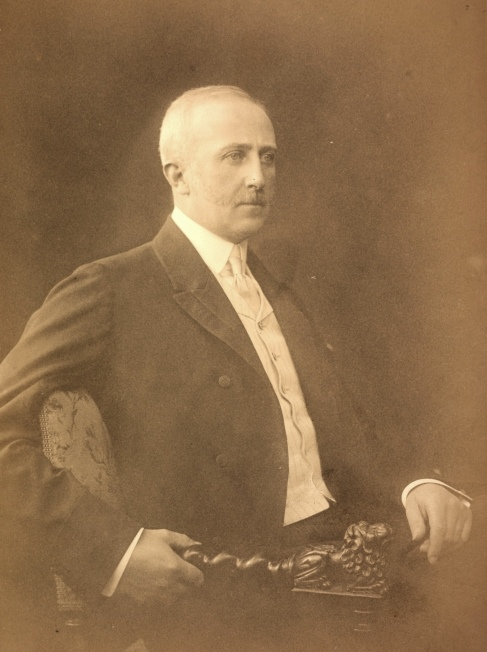
Heinrich Clam-Martinic (1863–1932)

- Clam-Martinic, Heinrich Jaroslaw (1826–1887), böhmisch-tschechischer Politiker
- Clam-Martinic, Karl (1792–1840), österreichischer Staatsmann und Feldmarschalleutnant

### Clama
- Clama, Renee (1910–1990), britische Schauspielerin
- Clamageran, Jean-Jules (1827–1903), französischer Politiker
- Claman, Dolores (1927–2021), kanadische Komponistin
- Clamaran, Antoine (* 1964), französischer House-Produzent und DJ

### Clame
- Clamer, Andreas Christoph (1633–1701), österreichischer Komponist

### Clamo
- Clamor, Thomas (* 1963), deutscher Dirigent und Trompeter

### Clamp
- Clamp, Eddie (1934–1995), englischer Fußballspieler
- Clamp, Shirley (* 1973), schwedische Sängerin
- Clampitt, Amy (1920–1994), US-amerikanische Dichterin und Schriftstellerin